# Felix Badenhorst
Felix Badenhorst (Hlatikulu, Suazilandia; 12 de junio de 1989) es un futbolista de Suazilandia que juega en la posición de centrocampista y que actualmente milita en el Mbabane Swallows de la Primera División de Suazilandia.

## Carrera

### Club
| Periodo   | Club                         |
| --------- | ---------------------------- |
| 2007–2009 | Manzini Wanderers            |
| 2008      | → Intsha Sporting (cedido)   |
| 2009–2011 | Jomo Cosmos                  |
| 2012      | → Manzini Wanderers (cedido) |
| 2012–2016 | Manzini Wanderers            |
| 2016–2017 | AS Vita Club                 |
| 2017–2018 | Mbabane Swallows             |
| 2018–2020 | Mbombela United              |
| 2020–2021 | TS Galaxy                    |
| 2021-     | Mbabane Swallows             |

### Selección nacional
Debutó con Suazilandia en 2008 y su primer gol lo anotó el 23 de mayo de 2018 en un empate 1-1 ante Lesoto en un partido amistoso. Actualmente es uno de los goleadores históricos de la selección nacional.

## Logros
- Primera División de Suazilandia: 1

2017/18
- Supercopa de Suazilandia: 1

2018